# Charline Lambert
Pour les articles homonymes, voir Lambert.
Charline Lambert, née en 1989, est une poétesse, chroniqueuse, nouvelliste et traductrice belge.

## Biographie
Charline Lambert est licenciée en Langues et littératures françaises et romanes de l'Université Catholique de Louvain (Louvain-La-Neuve).
Également chroniqueuse régulière pour le blog Le Carnet et les Instants, elle a par ailleurs signé les postfaces du roman Kaspar Hauser et la phrase préférée du vent de Véronique Bergen (réédité dans la collection Espace Nord, 2019) et du roman Poney Flottant d'Isabelle Wéry (Espace Nord, 2021).
Ses quatre premiers livres (Chanvre et lierre, Sous dialyses, Désincarcération et Une salve) ont été traduits en anglais par le traducteur, poète et critique littéraire John Taylor, dont de nombreux extraits paraissent dans les revues de langue anglaise.
Quelques-uns de ses poèmes ont été traduits en espagnol (par Stéphane Chaumet), en grec (par Chrístos Níkou)[pas clair], en néerlandais (par Katelijne De Vuyst), en anglais (par Chris Tanasescu, John Taylor) et en allemand (par Odile Kennel)[réf. à confirmer].

## L'œuvre
L'œuvre poétique de Charline Lambert se caractérise par un travail de déconstruction du corps et du langage à la faveur de vers libres et de réagencement au moyen d'une recréation d'une grande virtuosité et justesse sur les sonorités et la rythmique qui procède à la fois des sens et du sens. Chaque recueil semble faire suite au précédent dans ce lent processus de "Désincarcération" et de remise à neuf, de renaissance, par l'onction de la langue poétique. Les thématiques du corps dans une projection à la fois intime et lyrique sur les éléments, particulièrement l'eau (Une Salve, 2020). Au sein de chaque recueil, le propos se déploie selon une progression soigneusement construite, forçant une lecture suivie des textes. On peut d'ores et déjà, et malgré la jeunesse de l'autrice, remarquer la cohérence de ses publications et l'intention de construire, recueil après recueil, une œuvre aux accents à la fois très personnels et très universels. C'est cette précocité notable dans la direction de son projet littéraire, son aspect résolument singulier qui ont été remarqués et distingués par le Prix Littérature de la Scam 2020 et par le Prix Fintro en 2021.

## Recueils poétiques
- Chanvre et Lierre, Châtelineau, Belgique, Éditions Le Taillis Pré, 2016 en littérature, 68 p.  (ISBN 978-2-87450-104-3)
- Sous dialyses, Lausanne, Suisse, Éditions L’Âge d’Homme, 2016, 72 p.  (ISBN 978-2-8251-4639-2)
- Désincarcération, Lausanne, Suisse, Éditions L’Âge d’Homme, 2017, 96 p.  (ISBN 978-2-8251-4714-6)
- Une salve, Lausanne, Suisse, Éditions L’Âge d’Homme, 2020, 64 p.  (ISBN 978-2-8251-4811-2)

## Prix et distinctions
- Prix Georges Lockem de l'Académie royale de langue et de littérature françaises de Belgique pour Chanvre et Lierre[5], 2014.
- Prix Geneviève Grand’Ry de l'Association des Écrivains Belges pour Chanvre et Lierre, 2014.
- Prix de la première œuvre de la Fédération Wallonie-Bruxelles pour Chanvre et Lierre, 2015[6].
- Prix Littérature de la SCAM pour son parcours littéraire, 2020[7],[8].
- Prix Fintro "Histoire écrite : Littérature francophone", 2021[9].